# Бенльок-и-Виво, Хуан Батиста
Хуа́н Баути́ста Бенльо́к-и-Виво́ (исп. Juan Bautista Benlloch y Vivó; 29 декабря 1864, Барселона, Испания — 14 февраля 1926, Толедо, Испания) — испанский кардинал. Титулярный епископ Эрмополи маджоре и апостольский администратор Сольсоны с 16 декабря 1901 по 6 декабря 1906. Епископ Урхеля с 6 декабря 1906 по 7 января 1919. Архиепископ Бургоса с 7 января 1919 по 14 февраля 1926. Кардинал-священник с 7 марта 1921, с титулом церкви Санта-Мария-ин-Арачели с 16 июня 1921.

## Биография
Хуан Бенллох родился в Валенсии и учился в его столичной семинарии в Валенсии, а в октябре 1887 г. получил докторскую степень по богословию и каноническому праву. Рукоположен в священники 25 февраля 1888 г., доцент кафедры гуманитарных наук и метафизики в семинарии Валенсии и коадъютор в Альмасера. С 1893 по 1898 год он был коадъютором прихода Лос-Сантос-Хуанес в Валенсии. Затем он преподавал в семинарии Сеговии, где он также был кантором собора, провизором и генеральным викарием (1899-1900) и викарием капитула (1900-1901).
16 декабря 1901 года он был назначен Апостольским администратором Сольсоны и титулярным епископом Большого Гермополиса. Он получил свое епископское посвящение 2 февраля 1902 года от епископа Хайме Кардона-и-Тура, соправителями которого были епископы Хосе Кадена-и-Элета и Сальвадор Кастельоте-и-Пинасо в Мадриде. Позже Бенллох был назначен епископом Уржельским 6 декабря 1906 г. и стал автором текста для государственного гимна Андорры. Во время своего пребывания в должности Андорра вступила в Первую мировую войну на стороне союзников, но не была включена в Версальский договор, оставаясь в состоянии войны до 1957 года. Он согласился с президентами Клеманом Арманом Фальером и Раймоном Пуанкаре в качестве соправителей.
7 января 1919 года он был назначен архиепископом Бургоса, города, в котором он преобразовал Заморский церковный колледж пропаганды в Семинарию Сан-Франциско Хавьера для иностранных миссионеров. Бенедикт XV назначил его кардиналом-пресвитером Санта-Мария-ан-Ара-Коэли на консистории 7 марта 1921 года. Он был кардинальным курфюрстом на конклаве 1922 года, на котором был избран Пий XI. Он был специальным посланником правительства Испании в Латинской Америке с сентября 1923 года по январь 1924 года.
Он умер в Мадриде в возрасте 61 года от диабетической комы. затем был доставлен в Валенсию по завещанию. Он похоронен у подножия Нуэстра-сеньора-де-лос-Десампарадос, покровительницы Валенсии, широко известной как Геперудета, в Королевской базилике Нуэстра-Сеньора-де-лос-Десампарадос в Валенсии с 3 мая 1931 года. Он был сенатором от архиепископства Таррагоны с 1907 по 1910 год., и в своем собственном праве с 1919 по 1923 год.

## Почетные звания
Уникальные способности, которые отличали кардинала Бенллоха, сделали его обладателем нескольких наград и особых отличий в Испании и других зарубежных странах, среди которых мы выделяем :
- Медаль соправителя Княжества Андорра
- Большой Крест с ожерельем Ордена Гроба Господня Иерусалимского
- Большой крест ордена Карла III
- Большой Крест Ордена Военных заслуг с Белым Знаком Отличия
- Большой Крест Ордена Испанского Красного Креста